# Eckhard Supp
Eckhard Supp (* 23. August 1950 in Bad Ems) ist ein deutscher Journalist, Fotograf und Publizist.

## Leben
Nach dem Abitur am  Carl-Schurz-Gymnasium in Frankfurt am Main studierte Supp von 1969 bis 1975 an der Johann Wolfgang Goethe-Universität zunächst Pädagogik, später Politik, Geschichte, Philosophie und Soziologie. 1985 promovierte er zum Dr. phil in Soziologie mit einer Arbeit über Australiens Aborigines.
1975/76 war Supp maßgeblich an der Zusammenstellung des Registerbandes der Hegel-Gesamtausgabe (Suhrkamp-Verlag, Frankfurt) beteiligt. Von 1977 bis 1984 lebte und arbeitete er als freiberuflicher Journalist und Fotograf in Paris, wo er bei der Fotoagentur Rapho unter Vertrag stand. Reportagereisen führten ihn in zahlreiche europäische Länder sowie nach Angola, Südafrika, Namibia, Australien, Mauritius, Seychellen, La Réunion, USA und Chile. Seine Fotografien wurden weltweit ausgestellt, 1999 in The Century of the Body: 100 Photoworks 1900-2000 (Lissabon, Lausanne) neben Alfred Stieglitz, Man Ray, Brassai, Edward Weston, Imogen Cunningham, Bill Brandt, Lee Friedlander u. a., 2015 neben Helmut Newton, Robert Mapplethorpe, Gianni Berengo Gardin, Verena von Gagern und anderen in BLOW UP - Fotografia a Napoli 1980-1990 (Neapel).
Seit 1986 schreibt Supp über Reisen, Essen und Getränke. In dem von ihm 1992 gegründeten ENO Verlag (Offenbach am Main) erschienen zwischen 1995 und 2013 20 Bücher zum Thema Wein. Von 2003 bis 2007 war Supp redaktioneller Leiter und Hauptautor der Brockhaus-Themenbände „Wein“ und „Kochkunst.“  2005 war er kurze Zeit Chefredakteur der Zeitschriften „essen & trinken“ und „schöner essen“ im Verlag Gruner + Jahr.
Von 2015 bis 2023 gab Supp die vierteljährlich erscheinende  Zeitschrift enos – von Wein, Menschen und Kulturen heraus. Seit 2023 publiziert er unter enos-mag Essays und Rezensionen aus den Themenfeldern Philosophie (Erkenntnistheorie) und Ethnologie.

## Werke
- Ils vivent autrement. Paris 1982. (mit I. Diener)
- Australiens Aborigines – Ende der Traumzeit. Bonn 1985.
- Azania. Berlin 1986.
- Rom. Hamburg 1990.
- Seychellen. Ostfildern 1991.
- Wein für Einsteiger. München 1992.
- Enzyklopädie des Italienischen Weins. (Hrsg.) Offenbach 1995.
- Enzyklopädie des Österreichischen Weins. (Hrsg.) Offenbach 1996.
- Wein für Einsteiger – Italien. München 1997.
- Enzyklopädie des Deutschen Weins. (Hrsg.) Offenbach 1997.
- Eno-Ratgeber: 100 Tips zum Wein. Offenbach 1999.
- Eno-Ratgeber: ABC Italien. Offenbach 2000.
- Rotwein-Lexikon. Hamburg 2001.
- Weißwein-Lexikon. Hamburg 2002.
- Eno-Ratgeber: ABC Deutschland, Österreich und Schweiz. Göttingen 2002.
- Der Brockhaus – Wein. (Red. Leitung) Mannheim 2004, 2. vollst. überarb. Aufl. 2009.
- Weinglossar für Globetrotter. Göttingen 2004.
- Wein – Das große Einsteigerbuch. Göttingen 2006.
- Der Brockhaus – Kochkunst. (Red. Leitung) Mannheim 2007.
- Duden – Wörterbuch Wein. Mannheim 2011.
- Duden – Wörterbuch Kochkunst. Mannheim 2011.

Aus der seit 2001 erschienen Buchreihe  Wein & Reisen:... gibt es Bände zu den Wein- und Reisezielen Rhône, Australien, Barolo, Barbaresco, Südafrika, Toskana, Venetien, Wien und Burgenland.
Darüber hinaus verfasste er Beiträge in mehr als 20 weiteren Büchern.